# Halleini járás
Hallein kerület (németül Bezirk Hallein) területe megegyezik Tennengau tájegységgel, amely Salzburg tartomány 6 közigazgatási egységének egyike Ausztriában. Délen Pongau, északon a Flachgau, nyugaton Bajorország (Németország), keleten pedig Felső-Ausztria határolja.

## Története
Az 1848-ban létrehozott új alkotmányban osztották fel Salzburg tartományt több kerületre. 1896-ig a Flachgau (Salzburg-környék) része volt.

## Közigazgatási egységei
A kerületet 13 egységre osztották fel, amelyből 1 város és 4 vásárjoggal rendelkező község (Marktgemeinde). A vásárjoggal ma már nem jár előjog, azonban a régi titulus megmaradt nevükben.

### Városok
(Zárójelben a népesség nagysága szerepel, a 2011-es állapot szerint.)
- Hallein (19 864)

### Községek vásárjoggal
- Abtenau (5 736)
- Golling an der Salzach (4 051)
- Kuchl (6 767)
- Oberalm (4 157)

### Községek
- Adnet (3 442)
- Annaberg-Lungötz (2 290)
- Bad Vigaun (2 000)
- Krispl (852)
- Puch bei Hallein (4 438)
- Rußbach am Paß Gschütt (796)
- St. Koloman (1 619)
- Scheffau am Tennengebirge (1 334)